# Quartier Latin (Antwerpen)
Het Quartier Latin of de Theaterbuurt is een wijk in het centrum van Antwerpen nabij de Vogelmarkt.
Deze wijk is vooral bekend voor de diverse schouwburgen en de bijbehorende restaurants en cafés.
Zowel voor studenten als gastronomen is dit een gekende uitgangsbuurt.
Aan het Mechelseplein lag ook de Studio Herman Teirlinck, de vermaarde toneelopleiding van Antwerpen. Tegenwoordig is in dit gebouw De Studio gehuisvest.
Stad Antwerpen klasseert de wijk als Theaterbuurt-Meir in het district Antwerpen. De wijk wordt omgrensd door het Historisch Centrum in het noordwesten, de Universiteitsbuurt in het noorden, de wijken Centraal Station en Stadspark in het oosten, Harmonie, Zuid-Brederode en Het Zuid in het zuiden en Sint-Andries in het westen. De grenzen zijn Lombardenvest, Wiegstraat, Sint-Katelijnevest, Lange Nieuwstraat en Kipdorpbrug in het noorden, de Leien, met name de Frankrijklei in het oosten en de Britselei in het zuidoosten, de Kasteelpleinstraat in het zuidwesten, de Begijnenstraat, Bredestraat, Kleine Markt en Kammenstraat in het westen.
De bekende winkelstraat de Meir dwarst het noorden van de wijk van west naar oost en is ondertunneld door de premetro met de lijnen 3, 5, 9 en 15 die via de stations Meir en Opera de wijk bedient. De wijk wordt ook van noord tot zuid doorsneden door Sint-Katelijnevest, Huidevettersstraat en Lange Gasthuisstraat en wordt zo ook bediend door tramlijn 4 en tramlijn 7 die door deze straten rijden. De oostelijke rand van de wijk aan de Leien wordt bediend door de tramlijnen 1 en 10.
In de Theaterbuurt-Meir wonen begin 2018 6.478 personen, een aantal dat doorheen de tien voorafgaande jaren met zo'n 15% is aangegroeid. 55,8% van de huishoudens betreft alleenstaanden, 19,6% zijn koppels zonder kinderen, 8,5% koppels met kinderen, 7,2% collectieve huishoudens en 5,4% eenoudergezinnen. 42,2% van de inwoners hebben een vreemde herkomst. 9% van de bevolking is jonger dan 18, 15% is ouder dan 65 jaar.

## Schouwburgen in het Quartier Latin / Theaterbuurt
- De Arenbergschouwburg
- De Bourlaschouwburg
- 't Klein Raamtheater
- De Koninklijke Nederlandse Schouwburg
- De Stadsschouwburg